# Weyburn n.º 67
Weyburn n.º 67 es un municipio rural canadiense situado en la provincia de Saskatchewan.

## Superficie
Weyburn n.º 67 tiene una superficie de 808,5 km².

## Demografía
En 2021, tenía 1103 habitantes, una densidad poblacional de 1,4 hab./km², y 427 viviendas.